# It's Cheaper to Be Married
It's Cheaper to Be Married è un cortometraggio muto del 1917 diretto da Allen Curtis e sceneggiato da William Warren Schoene. Prodotto dalla Victor Film Company, il film aveva come interpreti Ralph McComas, Milton Sims, Eileen Sedgwick.

## Produzione
Il film fu prodotto dalla Victor Film Company.

## Distribuzione
Distribuito dall'Universal Film Manufacturing Company, il film - un cortometraggio in una bobina - uscì nelle sale cinematografiche degli Stati Uniti il 1º febbraio 1917.